# Chang (birra)
Chang è una marca di birra prodotta in Thailandia. È prodotta dalla Beer Thai Company, risultato di un'associazione commerciale tra il fabbricante di birra Carlsberg e la società TTC Group of Thailand.
Nel 1991, la birra Carlsberg iniziò a essere prodotta sotto licenza nella Thailandia e nel 1994 fu lanciata la birra Chang, presentata come una declinazione popolare della Carlsberg. Recentemente, a causa di conflitti di interessi, la birra Carlsberg è scomparsa del mercato thailandese.

## Caratteristiche della birra Chang
Questa birra rustica, ha il 5,0% di alcol, è stata lanciata nell'intenzione di conquistare il mercato popolare. In thailandese, chang significa elefante, è l'animale, culturalmente primordiale in Thailandia, infatti figura sull'etichetta delle bottiglie. Le campagne pubblicitarie sono sostenute sul lato nazionale per il loro marchio, inoltre viene utilizzato il gruppo musicale Carabao (คาราบาว) usando lo slogan Une bière brassée par les Thaïs (Una birra trattata dai Thaïs). È venduta il 20% al di sotto dei prezzi della sua concorrente, la birra Singha (« Mon pays, ma bière » - Il mio paese, la mia birra), ed è riuscita rapidamente a prendere più del 50% del mercato. Singha ha reagito lanciando la birra Leo ed utilizzando le stesse tipologie.
Dall'inizio della stagione 2004-2005, Chang è sponsor del club di calcio inglese Everton.

## Prodotti
La Chang è prodotta anche in altre versioni: 
- Chang Beer Export, birra di tipo lager, con il 5,0% di alcol, colore d'oro ambrato.
- Chang Beer Domestic, birra di tipo lager, con il 6,4% di alcol, colore d'oro ambrato.
- Chang Light, birra di tipo lager, con il 4,2% di alcol, colore d'oro ambrato.
- Chang Draught, birra di tipo lager, con il 5,0% di alcol, colore d'oro ambrato.
- Draught Chang Beer, birra di tipo lager, con il 5,0% di alcol, colore d'oro ambrato, venduta in barili da 30 litri.

La birra Chang è stata premiata ripetutamente premiata da Monde Selection nella categoria «Birra, acque e bevande non alcoliche».